# Mohammad Amine Itani
 (juillet 2019).
Mohammad Amine Itani (né à Beyrouth) est un homme politique libanais.

## Biographie
Homme d'affaires issu de l'une des plus grandes familles sunnites beyrouthines, il noue des liens forts avec l'ancien Premier ministre Rafic Hariri. Il devint aussi président de la fédération des familles beyrouthines.
À la suite de l'assassinat à Beyrouth le 13 juin 2007 du député Walid Eido, Itani est choisi pour lui succéder au siège de député sunnite de la 2e circonscription de Beyrouth par Saad Hariri. Il reçut le soutien de l'ensemble des composantes de l'Alliance du 14 Mars. Son élection ne faisant aucun doute, moins de 19 % des inscrits participèrent au suffrage, ce qui n'empêcha pas Mohammad Amine Itani d'être élu avec plus de 86 % des suffrages. Il ne se représente pas aux élections de 2009.